# Vita Droppar
Vita Droppar 1987-1998 är ett samlingsalbum av Fläskkvartetten med Freddie Wadling som släpptes 2003. Alla låtar är tidigare utgivna. 

## Låtlista[2]
1. Tåg & Flyg & Båt
2. Som Glas
3. Ögat Sover Nu
4. Fading Like A Dream
5. Don't Say No
6. Amorosa
7. Too Young To Die
8. Innocent
9. Walk
10. Dancin' Madly Backwards
11. Nagaer
12. I Can Dig You When I Smoke My Cigarette
13. So Long Bleeding
14. I Am The Walrus
15. Carbide Johnny
16. Over The Rainbow

- Låt 1-3 från: Jag ger vad som helst för lite solsken
- Låt 4-7 från: Fire Fire
- Låt 8   från: Pärlor Från Svin
- Låt 9-10 från: Flow (album)
- Låt 11 från: Köttbit
- Låt 12-14 från: Goodbye Sweden
- Låt 15-16 från What's Your Pleasure?

## Musiker[1]
- Fläskkvartetten
  - Jonas Lindgren – violin
  - Örjan Högberg – viola
  - Mattias Helldén – cello
  - Sebastian Öberg – cello

- Freddie Wadling - Sång
- Stina Nordenstam - Sång på 9-10
- Nina Persson - Sång på 2